# 捉鬼男
《捉鬼男》（英語：Reaper）美國一部由Tara Butters和Michele Fazekas創造的電視劇，首集是由Kevin Smith執導。

## 登場人物

### 主要角色
Sam Oliver (Bret Harrison飾)
一名被學院退學、偷懶的人。Sam的父母在他出世前就與魔鬼有交易，Sam在21歲後會成為一名地獄賞金獵人。他暗戀他的同事Andi。Sam是兩個被完全俘虏的靈魂之一(另外一個是Andi)。
Bert "Sock" Wysocki (Tyler Labine飾)
WorkBench裡表現最差的售貨員，他把時間都花在睡覺和其他浪費時間的活動上。
Benjamin "Benji" Gonzalez (Rick Gonzalez飾) 
Sam和Sock的同事和朋友，亦知道Sam為撒旦工作。拉丁美洲裔的虔诚教徒。
Andi Prendergast (Missy Peregrym飾) 
Sam的同事，以及現任女友。最初她並不知道Sam在為撒旦工作，對Sam經常撇下工作去捉靈魂感到失望。Andi是兩個完全被俘的靈魂之一(另外一個是Sam)。
Josie Miller (Valarie Rae Miller飾)
John Oliver (Andrew Airlie飾)
魔鬼 (Ray Wise飾)
對其他不熟悉他真正身份的人來說，他就是能言善道、有禮貌的"Jerry Belvedere"。喜歡吃雪糕，但他吃不到，因為雪糕會被他的熱氣而溶掉。
Ted Gallagher (Donavon Stinson飾)

## 播放

### 播放歷史
第一次播放首集是在2007年7月27日，在聖地牙哥舉辦的Comic-Con International裡。播出後不久，就獲得很多評價家和觀眾好的反應。這部電視劇在2007年9月25日在The CW電視台首播，每個星期二播放新的一集，不過到了2008年2月尾就被調到星期四，在超人前傳(Smallville)之後。在美國編劇罷工結束後，""""捉鬼男""""被重新安排回到周二的播放時段。

### 各地播映情形
| 國家或地區     | 播出頻道/電視台   | 每周播出時間 (當地時間)                       |
| -------------- | ----------------- | --------------------------------------------- |
| 阿根廷         | Universal Channel | 星期五 晚上9:00                               |
| 澳洲           | Seven Network     | 待定                                          |
| 巴西           | Universal Channel | 星期五 晚上9:00                               |
| 保加利亞       | AXN               | 待宣布                                        |
| 加拿大         | ASN and Citytv    |                                               |
| 智利           | Universal Channel | 星期五 晚上9:00                               |
| 哥倫比亞       | Universal Channel | 星期五                                        |
| 德國           | Fox Channel       | 星期二 晚上9:00                               |
| 香港           | 明珠台            | 星期四 晚上9:30                               |
| 匈牙利         | AXN               | 星期六 晚上8:10                               |
| 印尼           | Star World        | 星期一 晚上10:00                              |
| 愛爾蘭         | RTE2 and E4       | 星期四 晚上11:45 和 星期三 晚上9:00           |
| 以色列         | Yes               | 星期二 晚上10:30（yes stars 2，yes stars HD） |
| 意大利         | & MTV             | 星期四 晚上9:00                               |
| 日本           | Sci-Fi Japan      | 星期三 晚上10:00                              |
| 馬來西亞       | 8TV & Star World  | 星期五 晚上10:00 & 重播——星期四 凌晨12:15     |
| 墨西哥         | Universal Channel | 星期五 晚上9:00                               |
| 中東與北部非洲 | Showtime Arabia   | 星期一 下午3:00                               |
| 荷蘭           | Comedy Central    | 星期六 晚上8:00                               |
| 菲律賓         | Studio 23         | 星期二 晚上8:30                               |
| 波蘭           | AXN               | 星期日 晚上8:00                               |
| 葡萄牙         | AXN               | 星期三 晚上9:30                               |
| 羅馬尼亞       | AXN               |                                               |
| 俄羅斯         |                   | 下午5:30                                      |
| 新加坡         | 新傳媒5頻道       | 星期天 晚上10:30                              |
| 南非           | M-Net             | 星期二 晚上8:00                               |
| 西班牙         | La Sexta 和 AXN   | 星期三 晚上10:00                              |
| 瑞典           | Kanal 5           | 星期四 晚上9:00                               |
| 泰國           | Star World        | 星期一 晚上10:00                              |
| 土耳其         | Dizimax           | 下午3:00                                      |
| 英國           | E4 Channel 4 / HD | 星期三 晚上9:00 星期二 晚上11:05              |
| 美國           | CW電視台          | 星期二 晚上9:00 (中部時間晚上8:00)            |
| 委內瑞拉       | Universal Channel | 星期五 晚上8:30                               |

## 外部連結
- 互联网电影数据库（IMDb）上《Reaper》的资料（英文）
- 捉鬼男 官方網站